# Agrotis laysanensis
Agrotis laysanensis är en fjärilsart som beskrevs av Rothschild 1894. Agrotis laysanensis ingår i släktet Agrotis och familjen nattflyn. IUCN kategoriserar arten globalt som utdöd. Inga underarter finns listade i Catalogue of Life.

## Bildgalleri

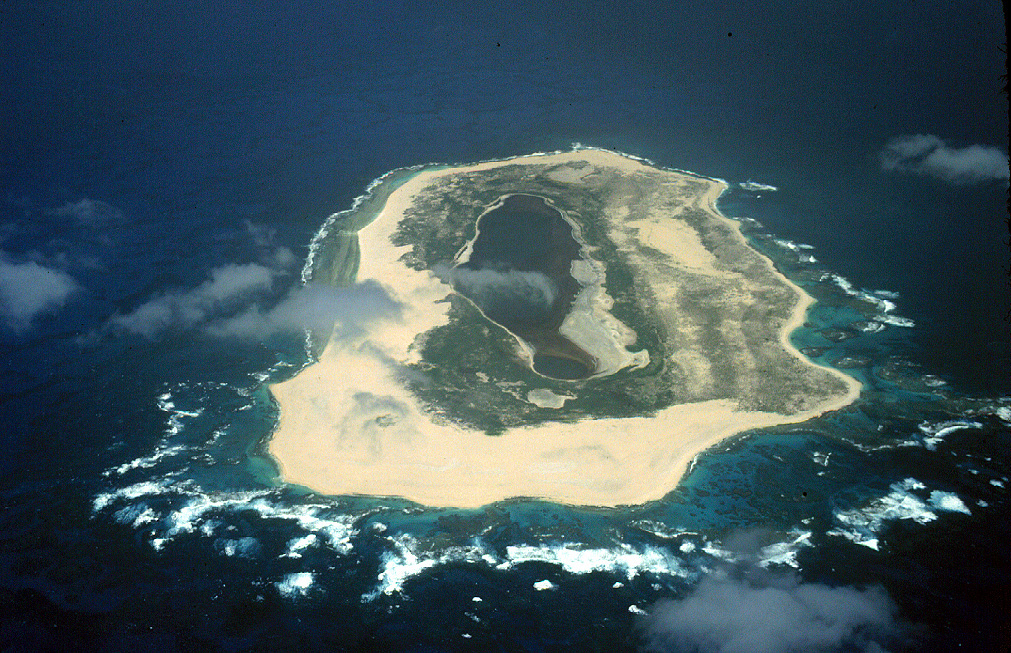
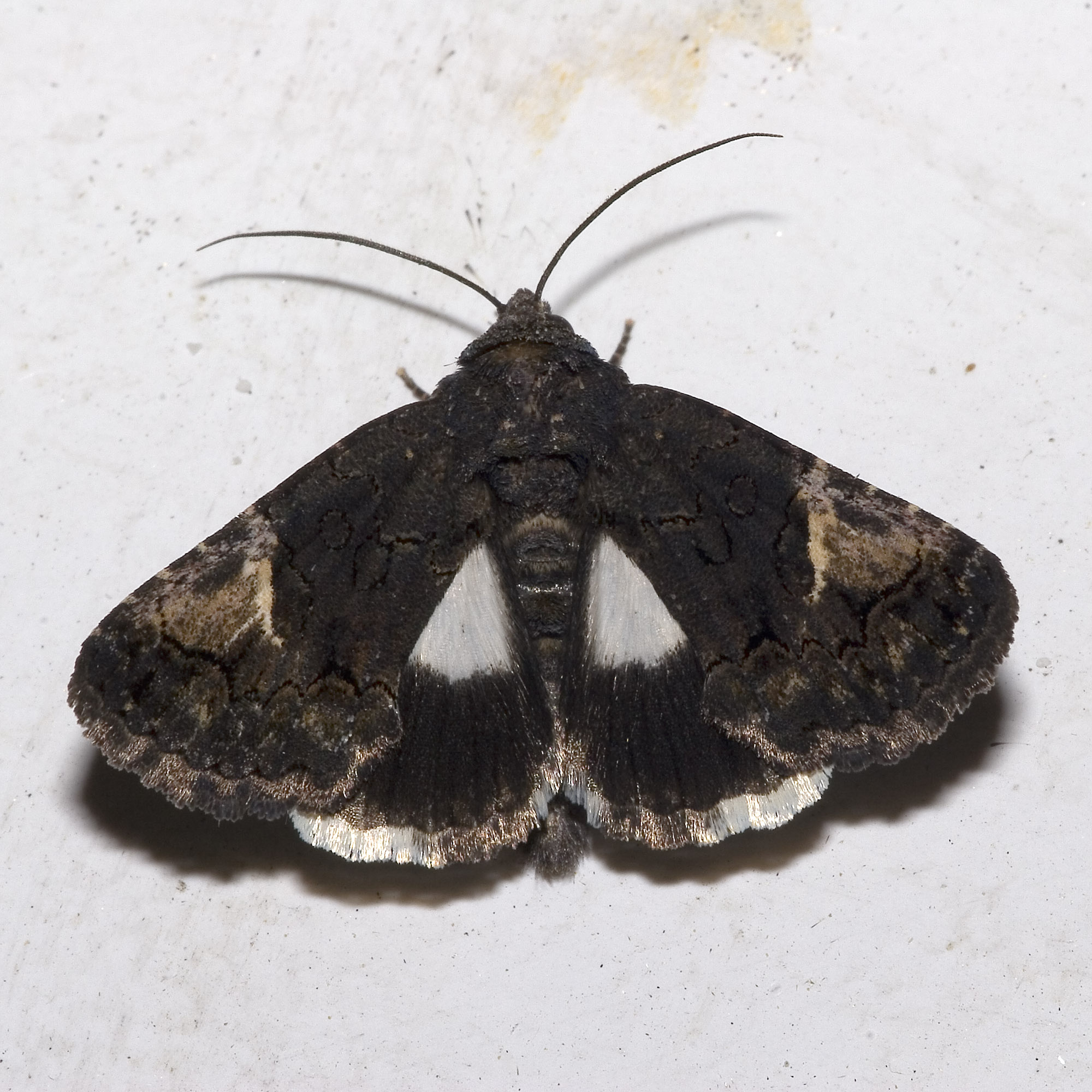